# TV3
TV3 (alternativ stavning: TV 3) är en svensk reklamfinansierad TV-kanal, grundad av Jan Stenbeck, som startade sina sändningar den 31 december 1987 från huvudkontoret i London.
Kanalen sändes till en början i en och samma version över Sverige, Norge och Danmark. Den gemensamma kanalen för hela Skandinavien delades dock upp i nationella versioner 1990. Systerkanaler startades senare i Estland, Lettland, Litauen och Ungern. Kanalens namn syftar på att den startades i en tid då television i Sverige dominerades av Sveriges Television (SVT), med Kanal 1 och TV2.

## Historia
Kanalen lanserades den 31 december 1987 och var den första renodlat kommersiella kanalen i Sverige, Norge och Danmark. Startkapitalet kom från Kinnevik, med initiativ av Jan Stenbeck, som egentligen inte hade planerat att producera TV men lyckats sälja sina licenser på satelliten Astra 1A. Efter att kanalen hade startats blev dock satelliten försenad och man köpte därför plats på en annan satellit. Sändningarna skedde från London för att kringgå skandinavisk lagstiftning som förbjöd sändningen av reklam till svenska hushåll.
Den dåvarande riksdagsledamoten Maj Britt Theorin (s) talade om att förbjuda parabolantenner och hotade med böter och i värsta fall fängelse. Till en början sände TV3 samma version av kanalen över hela Skandinavien. 1990 lanserades dock TV3 Danmark och TV3 Norge i egna versioner.
År 1989 togs den första Astra 1A i bruk, och det blev lättare att se på TV3. Den första satelliten hade krävt anslutning till kabelnätet medan man nu kunde ta emot en signal i egen parabolantenn. Detta gjorde rådande lagstiftning verkningslös. Samma år sände TV3 världsmästerskapet i ishockey och Wimbledonmästerskapen i tennis. Speciellt VM i ishockey skapade stora rubriker i tidningarna eftersom väldigt få svenskar vid tidpunkten hade tillgång till TV3, medan intresset för ishockey i Sverige var stort. Man gjorde en överenskommelse med SVT att låta dem sända 15 minuter senare i utbyte mot att de producerade innehållet. Under 1989 lanseras även den första systerkanalen, betal-TV-kanalen TV 1000. Två år senare, 1991, lanserades den blivande systerkanalen ZTV som ett programblock i TV3 och TV4. Samma år gick TV3 för första gången med vinst.
I mitten av 2006 började svenska TV3 sända i sex olika regionala versioner. Regionaliseringen av TV3:s sändningar påverkar inte programinnehållet utan enbart reklamen. Konkret innebär uppdelningen av TV3 att det numera går att sända reklam riktad till enskilda regioner via kanalen, en reklamform som TV 4 tidigare haft monopol på. På satellit distribueras samtliga sex versioner. I övriga nät lägger Boxer och respektive kabeloperatör ut den för orten rätta regionala versionen. De olika TV3-regionerna är: Stockholm, Mälardalen, Öst, Göteborg/Väst, Skåne samt Norr.
År 2007 tilldelades TV3:s VD Hasse Breitholtz "Årets vaxpropp" av organisationen Unga Hörselskadade "för att TV3 trots påtryckningar fortfarande blankt vägrar att texta för hörselskadade".
Från och med midnatt den 12-13 februari 2008 kan hushåll med Canal Digital också se TV3.
Under oktober 2020 meddelades att verksamheten på grund av Brexit från och med 2021 sänder från Sverige för att fortsätta bedrivas inom EU.

## Program och programledare som synts på TV3

### Svenskproducerade
| - 3 Minuter - 45 minuter - Adam - Allt för byn - Baren - Bartenderskolan - Barntrean - Blåljus - Blåsningen - Bongo - Carl Jans Änglar - Club Goa - Design: Simon & Tomas - Diskutabelt - Du är vad du äter - Efterlyst - Expedition Robinson - Extra! Extra! - Familjefejden - Fab 5 (Sverige) - Fame Factory - Fashion House - Fear Factor - Hus i helvetet - Floor Filler - Folkhemmet | - Fling - Från Koja Till Slott - Fångarna på fortet - Fröken Sverige - Guinness rekord-TV - Hannah - Ikväll: Robert Aschberg - Insider - Inte OK - Izabellas bröllop - Klassfesten - Kontaktannonsen - Kvarteret - Linda Nyberg - Lyckochansen - Lyckohjulet - Låt kameran gå - Metronyheterna - Minus manus - Musikmatchen - Mänskligt - Mänduro - Nannyjouren - Nu Eller Aldrig - Paolo & Lena Ser på TV - Par på Prov - Pyjamas - Rivalerna | - Silikon - Sing-A-Long - SingelCocherna - Singing Bee - Sjukhuset - Skurt - Slussen: 20:00 - Sommarens Goda - Sportsöndag på Trean - Stockholm-Arlanda (TV-program) - Superstars - Sveriges smartaste barn - Talang Sverige - Tims Värld - Top Dog - Top Model Sverige - Tutti frutti - TV3 Direkt - TV3 Dokumentär - TV3 Extra - TV3 Nyheter - TV3 Reportage - TV3 Sport - Update - Utmanarna - Vita lögner |

### Inköp
Urval av inköpta TV-serier som visats på TV3 Sverige.
| - 2 1/2 män - 8 Simple Rules - Adventures of Sonic the Hedgehog - Airwolf - Alias Smith & Jones - Alla älskar Raymond - American Dad - Barbapapa - Baywatch - Baywatch Nights - Beverly Hills 90210 - Biker Mice from Mars - Bones - Bumbibjörnarna - Cobra 11 - Charlies änglar - Cityakuten - Close to home - Darkwing Duck - Dawsons Creek - Days of our Lives - Dharma & Greg - Digimon - Duck Tales - Ellen DeGeneres Show - Everwood - Extreme Home Makeover - Fab 5 (USA) - Family Guy - Familjen Macahan - Felicity - Förhäxad - Galen i dig - Grannar - Greve Duckula - Hercules (äventyrsserie) - Home and Away | - Hotel Babylon - How I met your mother - I lagens namn - In plain sight - James Bond Junior - Jims värld - Krambjörnarna - Lilla huset på prärien - Livet runt trettio - Malcolm - Ett geni i familjen - Masterchef Australia - Melrose Place - Men in Trees - Mighty Morphin Power Rangers - Munsters - My name is Earl - Månbas Alpha - Nanny - NCIS - NCIS: Los Angeles - North Shore - Nya äventyr med Nalle Puh - Oz (TV-serie) - Paddington - Pantertanter - Peter Pan - Prison Break - Project Runway - Pushing Daisies - På heder och samvete - Rabalder - Robin av Sherwood - Räddningspatrullen - Related - Ricki Lake Show - Sabrina tonårshäxan - Santa Barbara | - Scrubs - Seinfeld - Sex and the City - Simpsons - Singel i stan - Smallville - Sonic the Hedgehog - Stargate SG-1 - Starla och juvelriddarna - Super Mario Show - T.J. Hooker - Teenage Mutant Ninja Turtles (1987) - The 4400 - The A-Team - The Closer - The Jamie Kennedy Experiment - The L Word - Top Model Australien - Top Model England - The Montel Williams Show - The Oprah Winfrey Show - The Real Ghostbusters - The Simple Life - The Unit - Tummen mitt i handen - Tvillingarna på Sweet Valley High - Twilight Zone - Unge Robin Hood - VIP - Våra bästa år - Våra värsta år - Walker, Texas Ranger - Weeds - Widget - Xena – Krigarprinsessan |

### Programledare
| - Andersson, Vivi - Aro, Hasse - Aschberg, Robert - Nyberg, Renée - Berg, Cia - Birging, Fredrik - Crafoord, Josefine - de Ruvo, Rebecca - Fylking, Gert - Hallberg, Malin | - Hallberg, Sven - Hellenius, David - Hyland, Nicklas - Johnsson, Henrik - Lill-Babs - Magnusson, Peter - Nilsson, Anders S - Nilsson, Ulrika - Nyberg, Linda - Otnes, Ragnar | - Peczynski, Dominika - Sjöberg, Åsa - Swahn, Lennart - Valdsoo, Anna - Wilhelmsson, Lars-Åke "Babsan" |

## Distribution

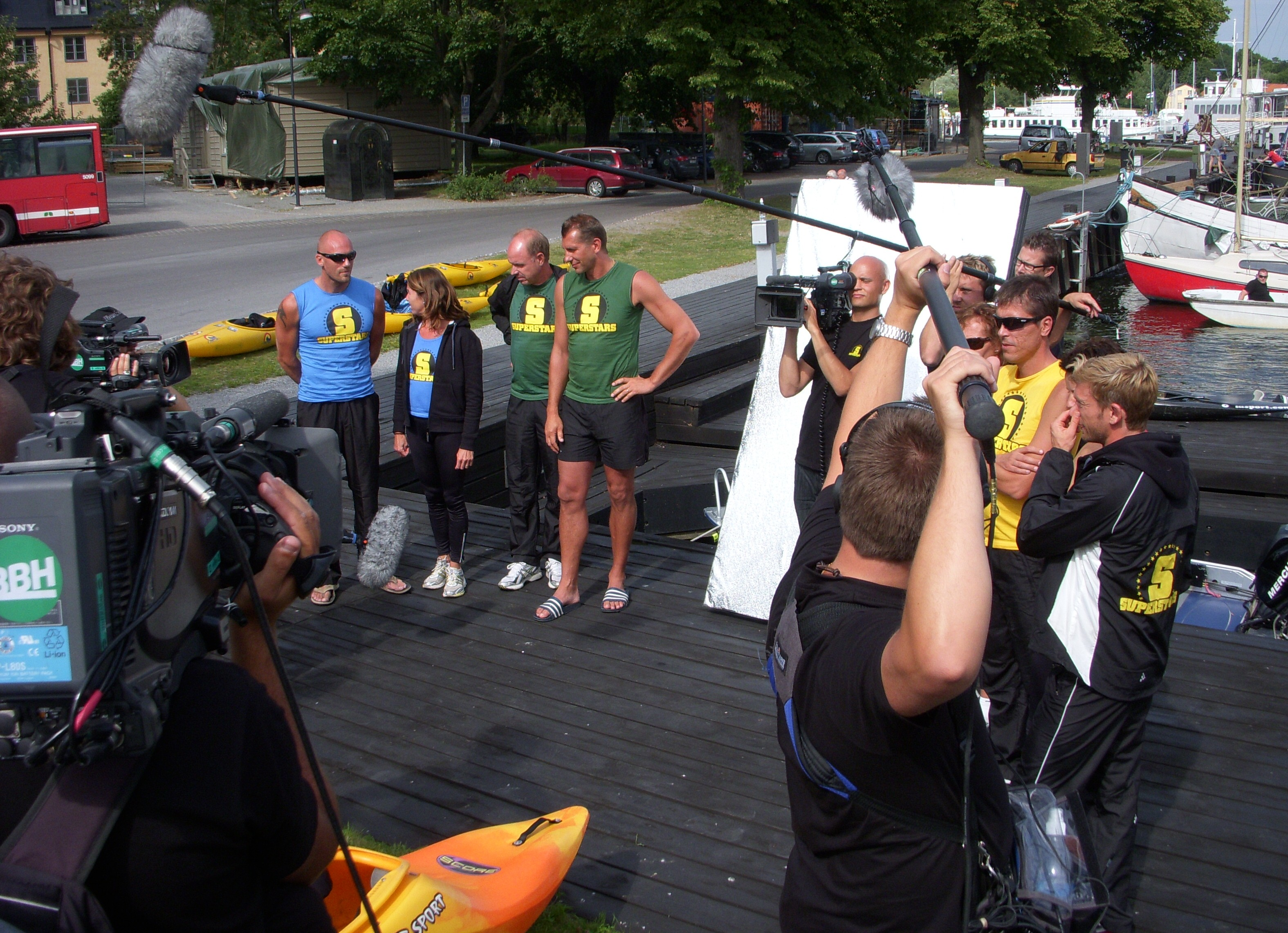
Inspelning av TV3:s "Superstars" på Skeppsholmen i juli 2009. Med grön tröja: Magnus Wislander (höger) och Thomas Ravelli.

Kanalens distribution varierar efter land. I Sverige distribueras kanalen via kabelnät, marknät och satellit. År 2006 har kanalen en räckvidd på 75 procent, enligt MMS. Via satellit sänder kanalen kodat och finns i alla Viasats kanalpaket.
Sändningarna i det digitala marknätet inleddes år 2000. Dessa avbröts dock den 15 augusti 2001. Detta berodde enligt MTG på att man förlorade reklamintäkter eftersom det inte visades någon reklam i marknätet. Det råder dock delade meningar härom. Den 12 mars 2004 började TV3 åter sändas i det digitala marknätet, denna gång helt utan kryptering. Den 1 september samma år krypterades dock TV3. Detta sades bero på att Viasats konkurrent Canal Digital nyligen lanserat en box gjorde att deras kunder kunde se TV3. Från och med 1 februari 2005 ingår kanalen i Boxers marksända TV-utbud tillsammans med andra MTG-kanaler som TV6, TV8 och tidigare ZTV.
Digitala sändningar av TV3 och ZTV i Com Hem startade 2005 men upphörde den 4 april 2006 eftersom Com Hem och kanalernas ägare MTG inte kommit överens om ersättningen för de analoga sändningarna. MTG vill att Com Hem ska betala för att kanalerna sänds i basutbudet, vilket andra operatörer gör. Även konkurrenten Kanal 5 har under en period sänts digitalt, men även deras ägare SBS och Com Hem har svårt att komma överens om ersättningarna. I april 2007 återupptogs de digitala sändningarna igen i Com Hems nät. 
Från och med 13 februari 2008 finns kanalen även i Canal Digitals utbud. För att få den gav Canal Digital rättigheter till Viasat att sända Kanal 5 i sitt utbud.
Den 17 juni 2010 fick TV3 tillstånd att starta kanalen TV3 HD i marknätet, kanalen startade 1 mars 2011.

## TV3-kanaler i Europa
Under 1990-talet etablerades TV 3-kanaler även i de baltiska länderna och under 2000-talet blev Viasat 3 och DTV systerkanaler till TV3 i Ungern respektive Ryssland.

## Kanalgrafik och logotyper

### 1987–1989
När TV3 lanserades använde man en logotyp som innehöll en transparent trea innehållande de tre skandinaviska flaggornas färger. 

### 1989–1990
Kort därefter ersattes denna med en boll på svart bakgrund, som uppträdde i olika färger och som vände på sig för att på andra sidan gestalta en vit trea med de tre skandinaviska flaggorna i bakgrunden. 

### 1990–1994
I början av 1990-talet ändrades logotypen så att flaggorna försvann. Istället blev trean blåvit men var fortfarande placerad på de skandinaviska flaggorna utom i Danmark där flaggorna ersattes med en renodlad dansk variant av Danmarks flagga. 

### 1994–1995
År 1994[källa behövs] togs flaggorna i logotypen bort och trean kom att uppträda på blå bakgrund helt täckt av en ring. Både trean och den ring som fanns runt den var då guld-gula. 
De tidiga logotypernas flaggor har dock emellertid setts även senare i kanalens barnprogramprofil Skurts keps, på vilken färgerna än idag avtecknat sig (något som bland annat kan noteras i Skurts återkommande julintervjuer med det svenska kungahuset).

### 1995–1999
År 1995 ändrades kanalprofilen och ett antal nya kanalvinjetter lanserades. Dessa hade som tema att det skulle vara tre av något, varpå trean dök upp som en relief. Den blå-gula logotypen skulle dock fortsätta användas i andra sammanhang. Exempel på teman i vinjetterna var tre grodor, tre musketörer, en man som röker tre moln på sin pipa, tre jonglörer, tre spikar, med flera.

### 1999–2000
Någon gång runt millennieskiftet 1999-2000 lades ordet "Viasat" till i logotypen. Även i många av de kanalvinjetter som följde användes andra varianter av logotypen än den gul-blåa.

### 2002–2009

TV3:s logotyp 2002–2009.

Under andra halvan 2002 var kanalens grafik gul och svart och innehöll ordet "Het höst". Samma tema användes i färgtema och ordet "Magisk jul".
I början av 2003 lanserades en ny kanalprofil. I denna var logotypen alltid vit med olika bakgrundsfärger. I vinjetterna interagerade kanalens profiler med trean, men dessa byttes senare ut mot mer okända människor. I dessa filmer såg man bland annat människor som blåste upp trean, eller som dansade på den.
Under andra halvan 2004 förändrades kanalen grafiska utformning, men färgtemat bestod. I början av 2005 inledde TV 3 kampanjen "Vi står för underhållningen". Kanalvinjetterna byttes ut mot några där kanalens profiler tryckte på en knapp, utformad som en trea, varpå en större trea veks ut. Dessa vinjetter genomgick diverse förändringar under året, men grundkonceptet bevarades.
I februari 2005 byttes vinjetterna ut. I de nya vinjetterna interagerar kanalens profiler med varandra i en ljust lila studio med stora och små versioner av kanalens logotyp.
Under 2006 byttes dessa vinjetter ut mot en lite somrigare variant med den vita trean och blommor etcetera.
Under andra halvan av 2006 byttes grafiken ut igen.

### 2009–
I september 2009 bytte TV3 ut logotypen och grafiken. Logotypen består numera av en understruken 3:a. Understrykningen återkommer i TV3:s vinjetter.